# エールリキア科
エールリキア科（Ehrlichiaceae）は真正細菌のプロテオバクテリア門アルファプロテオバクテリア綱リケッチア目の科の一つである。